# Stazione di Mercedes
La stazione di Mercedes (Estación Mercedes in spagnolo) è una stazione ferroviaria della linea Sarmiento situata nell'omonima cittadina argentina della provincia di Buenos Aires.

## Storia
La stazione fu aperta al traffico il 3 marzo 1865.